# 西萊克蘭鎮區 (明尼蘇達州華盛頓縣)
西萊克蘭鎮區（英語：West Lakeland Township）是位於美國明尼蘇達州華盛頓縣的一個行政鎮區。

## 地方資料
西萊克蘭鎮區的面積為92.84平方千米，當中陸地面積為91.92平方千米，而水域面積為0.92平方千米。根據2020年美國人口普查的數據，當地共有人口3976人，而人口密度為每平方千米42.83人。